# Забытые болезни
Забытые болезни (англ. neglected diseases, дословно — «пренебрегаемые заболевания»), или забытые тропические болезни (англ. neglected tropical diseases, дословно — «пренебрегаемые тропические заболевания») — группа инфекционных и паразитарных тропических заболеваний, поражающих преимущественно беднейшие и маргинализированные слои населения в наиболее отсталых регионах Африки, Азии и Латинской Америки. В основной список Всемирной организации здравоохранения входит 17 заболеваний, из которых семь вызываются паразитирующими червями, три — протозойными паразитами и ещё три — бактериями. Это болезни с наиболее высокой заболеваемостью. Ещё двадцать болезней, также относящихся к забытым, вызываются грибками, вирусами и эктопаразитами.
Семь болезней из обоих списков характеризуются тем, что методы их профилактики и лечения известны, но недоступны в беднейших странах, где они наиболее распространены.
Забытые болезни противопоставляются «трём великим убийцам» — СПИДу, туберкулёзу и малярии, которые привлекают к себе значительное внимание мировой общественности, и мероприятия по борьбе с которыми получают значительное финансирование.
Некоторые методы лечения ЗТБ относительно недороги. Например, лечение шистосомоза составляет 0,20 доллара США на ребёнка в год. Тем не менее, в 2010 году было подсчитано, что борьба с забытыми болезнями потребует финансирования в размере от 2 до 3 миллиардов долларов США в течение последующих пяти-семи лет. Некоторые фармацевтические компании взяли на себя обязательство предоставлять все необходимые медикаментозные методы лечения, и массовое введение лекарств (например, массовая дегельминтизация) было успешно проведено в нескольких странах. Тем не менее, профилактические меры часто более доступны в развитых странах, но не повсеместно доступны в более бедных районах.
В развитых странах забытые тропические болезни поражают самые бедные слои общества. В Соединённых Штатах насчитывается до 1,46 миллиона семей, включая 2,8 миллиона детей, живущих менее чем на два доллара в день. В развитых странах бремя забытых тропических болезней часто затмевается другими проблемами общественного здравоохранения.
Двадцать забытых тропических болезней являются приоритетными для Всемирной организации здравоохранения (ВОЗ), хотя другие организации определяют ЗТБ по-разному. Хромобластомикоз и другие глубокие микозы, чесотка и другие эктопаразиты, а также отравление змеиными укусами были добавлены в список в 2017 году. Эти заболевания распространены в 149 странах, поражают более 1,4 миллиарда человек (включая более 500 миллионов детей) и обходятся развивающимся странам в миллиарды долларов каждый год. Они привели к 142 000 смертей в 2013 году — по сравнению с 204 000 смертей в 1990 году.

## Причины забвения
Важность забытых тропических болезней недооценивалась, поскольку многие из них протекают бессимптомно и имеют длительный инкубационный период. Связь между смертью и забытым тропическим заболеванием, которое долгое время находилось в латентном состоянии, часто не осознается. Районы с высокой эндемичностью часто находятся в географически изолированных районах, что значительно затрудняет лечение и профилактику.
На эти болезни не обращали внимания, поскольку они в основном поражают беднейшие страны развивающегося мира, а также из-за того, что в последнее время особое внимание уделяется снижению распространенности ВИЧ / СПИДа, туберкулеза и малярии. Гораздо больше ресурсов уделяется болезням «большой тройки» (ВИЧ / СПИД, туберкулез и малярия) из-за их более высокой смертности и уровня осведомленности общественности. У забытых тропических болезней зачастую нет поддержки видных деятелей культуры, осуществляющих информационную общественную работу.

### Стигматизация
Забытые тропические болезни часто ассоциируются с социальной стигматизацией, что усложняет их лечение. Исследования общественного здравоохранения только недавно начали фокусироваться на стигматизации как компоненте проблемы. Начиная с 1960-х годов, примерно одно упоминание в год связано с социальной стигматизацией. В 2006 году их было 458. Стигматизация сильно влияет на борьбу с болезнями, поскольку она снижает общее количество обращений за помощью и приверженность лечению. Программы борьбы с болезнями, начавшиеся ещё в 1980-х годах, начали включать в свои предложения меры по смягчению стигматизации. В Индии программа по борьбе с проказой сделала приоритетным сообщение о том, что «проказа излечима, а не передается по наследству», чтобы вселить оптимизм в сильно пострадавшие общины. Цель состояла в том, чтобы сделать проказу болезнью, «подобной любой другой», чтобы уменьшить стигматизацию. В то же время медицинские ресурсы, доступные в этом районе, были оптимизированы для выполнения обещания излечимости.

### Экономические стимулы
Забытые тропические болезни не являются коммерческими, и, следовательно, патенты и прибыль не играют никакой роли в стимулировании инноваций. Как и во всех некоммерческих областях, за эти болезни отвечают правительства и благотворительные организации (включая отраслевую благотворительность). В настоящее время фармацевтическая промышленность рассматривает исследования и разработки как крайне рискованные. По этой причине ресурсы не часто направляются на борьбу с ЗТБ (как болезнями бедных), а новые химические продукты часто стоят дорого. Обзор государственных и частных инициатив показал, что из 1393 новых химических продуктов, которые были выпущены на рынок в период с 1975 по 1999 год, только 16 относятся к тропическим болезням и туберкулезу. В том же обзоре дополнительно было обнаружено, что вероятность появления на рынке лекарства от расстройств центральной нервной системы или рака в 13 раз выше, чем от ЗТБ.
Из-за отсутствия стимулов в фармацевтической промышленности успешные программы лечения ЗТБ часто основывались на пожертвованиях. Программа пожертвований Mectizan пожертвовала более 1,8 миллиарда таблеток ивермектина. В то время как развитые страны часто полагаются на государственные и частные партнёрства для финансирования таких проектов, развивающиеся страны часто имеют значительно более низкие расходы на душу населения на эти заболевания.
В отчете за 2006 год было установлено, что Фонд Гейтса финансировал большую часть дополнительных мероприятий по борьбе с этими заболеваниями.

### Развитые страны
С 2008 года разрабатывается и исследуется концепция «забытых болезней бедности». Эта группа болезней пересекается с забытыми тропическими болезнями, которые также представляют угрозу для здоровья человека в развитых странах. Только в Соединённых Штатах насчитывается по меньшей мере 12 миллионов человек с этими забытыми паразитарными инфекциями. Они составляют скрытое бремя болезней среди беднейших из богатых обществ. В развитых странах недостаток знаний в области здравоохранения и отсутствие убедительных диагностических тестов увековечивают пренебрежение к этой группе заболеваний.
В Соединённых Штатах высокие показатели заражения паразитами могут быть распределены по географическому, расовому и социально-экономическому признакам. В афроамериканском сообществе может быть до 2,8 миллиона случаев токсокароза. Показатели заболеваемости токсокарозом, трихомонозом и другими забытыми инфекциями в Соединённых Штатах такие же, как и в Нигерии. В испаноязычном сообществе забытые инфекции сосредоточены вблизи американо-мексиканской границы. Трансмиссивные болезни особенно распространены, причем некоторые показатели приближаются к показателям Латинской Америки. Болезнь Шагаса была обнаружена в США ещё в 1970-х годах. Однако в развитых странах болезни, связанные с бедностью, часто не решаются комплексно. Это может быть связано с отсутствием экономических стимулов и недостатками государственной политики. В данном случае недостаточная осведомленность препятствует выработке эффективной политики и не позволяет службам здравоохранения решать проблему. Кроме того, в Соединённых Штатах и других развитых странах мало усилий прилагается для сбора и поддержания больших массивов данных о забытых болезнях. Первый саммит по этому вопросу был проведен Институтом социальной изоляции Адлера в Соединённых Штатах в 2009 году.
В Европе наблюдается аналогичная тенденция. Забытые тропические болезни сосредоточены в восточной и южной Европе, где уровень бедности самый высокий. Наиболее распространенными заболеваниями в этом регионе являются аскаридоз, трихомониаз, зоонозные гельминтозы и висцеральный лейшманиоз. Миграционные пути в Европу, в первую очередь в Испанию, также принесли болезни в Европу. С помощью этого метода было зарегистрировано до 6000 случаев заболевания болезнью Шагаса. В ответ на растущее осознание бремени, лежащего на этих группах населения, Европейский центр по профилактике и контролю заболеваний разработал десять руководящих принципов общественного здравоохранения. Они охватывают различные темы, от санитарного просвещения и пропаганды до партнёрских отношений с сообществами и развития медицинских кадров из числа меньшинств.

## Список болезней
Забытые болезни вызываются четырьмя различными классами возбудителей:
1. Простейшими (при болезни Шагаса, африканском трипаносомозе человека, лейшманиозах);
2. Бактериями (при язве Бурули, проказе, трахоме, фрамбезии),
3. Гельминтами или многоклеточными червями (при цистицеркозе/ тениозе, дракункулезе, эхинококкозе, пищевые трематодиозы, лимфатический филяриатоз, онхоцеркоз, шистосомоз, гельминтозы, передающиеся через почву); и
4. Вирусами (лихорадка денге и чикунгунья, бешенство).

Забытые болезни из основного списка ВОЗ выделены полужирным шрифтом, остальные болезни — из списка PLoS.

### Гельминтные инвазии
- аскаридоз
- трихоцефалёз
- анкилостомидозы — анкилостомоз и некатороз
- стронгилоидоз
- токсокароз
- филяриатозы
- онхоцеркоз
- дракункулёз
- шистосомоз
- трематодозы, передающиеся пищевым путём
- тениоз
- цистицеркоз
- энтеробиоз
- эхинококкоз

### Протозойные инвазии
- лейшманиоз
- болезнь Шагаса
- человеческий, он же африканский трипаносомоз
- амёбиаз
- лямблиоз
- балантидиаз
- токсоплазмоз

### Бактериальные инфекции
- бартонеллёз
- бычий туберкулёз[англ.]
- язва Бурули
- лепра (проказа)
- лептоспироз
- возвратный тиф
- острая ревматическая лихорадка
- трахома
- трепонематозы[англ.]

### Вирусные инфекции
- лихорадка денге
- жёлтая лихорадка
- японский энцефалит
- бешенство
- геморрагическая лихорадка

### Грибковые инфекции
- мицетома
- кокцидиомикоз
- кандидоз

### Эктопаразитозы
- чесотка
- миазы
- саркопсиллёз

| Болезнь                  | DALY (миллион) | Смертность/Год | Глобальная распространенность (млн.) | Население, подверженное риску (млн. человек) |
| ------------------------ | -------------- | -------------- | ------------------------------------ | -------------------------------------------- |
| Шистосомоз               | 4.5            | 280,000        | 207                                  | 780                                          |
| Анкилостома              | 22.1           | 65,000         | 576                                  | 3200                                         |
| Аскаридоз                | 10.5           | 60,000         | 807                                  | 4200                                         |
| Лейшманиоз               | 2.1            | 51,000         | 12                                   | 350                                          |
| Трипаносомоз             | 1.5            | 48,000         | 0.3                                  | 60                                           |
| Болезнь Шагаса           | 0.7            | 14,000         | 8                                    | 25                                           |
| Трихомоноз               | 6.4            | 10,000         | 604                                  | 3200                                         |
| Проказа                  | 0.2            | 6,000          | 0.4                                  | НД                                           |
| Лимфатический филяриатоз | 5.8            | 0              | 120                                  | 1300                                         |
| Трахома                  | 2.3            | 0              | 84                                   | 590                                          |
| Онхоцеркоз               | 0.5            | 0              | 37                                   | 90                                           |
| Криптококкоз             | 12             | 400,000        | 1                                    | 8                                            |

ND=Не определено.

### Язва Бурули
Язва Бурули вызывается бактерией Mycobacterium ulcerans. Относится к семейству организмов, вызывающих туберкулез и проказу, но Mycobacterium ulcerans вырабатывает токсин миколактон, который разрушает ткани. Распространенность язвы Бурули неизвестна. Риск смертности низок, хотя вторичные инфекции могут быть смертельными. Заболеваемость принимает форму уродства, инвалидности и поражений кожи, которые можно предотвратить с помощью раннего лечения и лечения антибиотиками и хирургическим вмешательством. Встречается в Африке, Азии и Латинской Америке.

### Болезнь Шагаса
Болезнь Шагаса также известна как американский трипаносомоз. В мире насчитывается около 15 миллионов человек, инфицированных болезнью Шагаса. Показатели заболеваемости выше у лиц с ослабленным иммунитетом, детей и пожилых людей, но могут быть очень низкими, если лечение проводится на ранней стадии. Болезнь Шагаса не убивает жертв быстро, вместо этого вызывая годы изнурительных хронических симптомов. Вызывается трансмиссивными простейшими и распространяется при контакте с зараженными фекалиями Trypanosoma cruzi клопа-убийцы триатомина. Простейшие могут попасть в организм через укус насекомого, разрывы кожи или слизистых оболочек. Заражение может произойти в результате употребления зараженной пищи и контакта с загрязненными жидкостями организма. Существует две фазы болезни Шагаса. Острая фаза обычно протекает бессимптомно. Первыми симптомами обычно являются шанкры кожи, односторонний пурпурный отек орбиты, местные лимфаденопатии и лихорадка, сопровождающиеся множеством других симптомов в зависимости от места заражения. Хроническая фаза встречается в 30 процентах случаев от общего числа инфекций и может принимать три формы: бессимптомные (наиболее распространенные), поражения сердца и органов пищеварения.

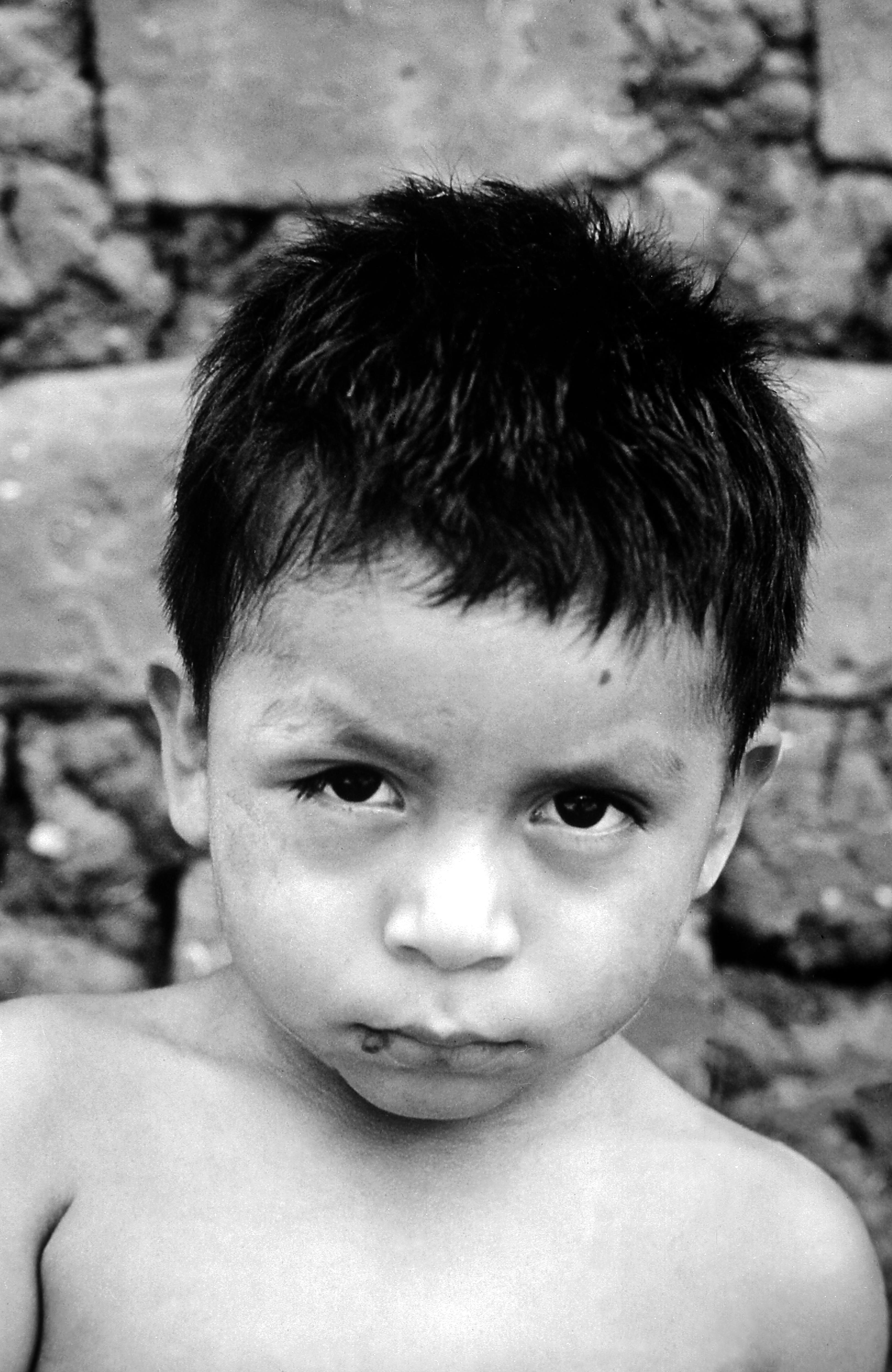
Мальчик из Панамы, страдающий болезнью Шагаса. Острая инфекция проявляется припухлостью в области правого глаза (шагома).

Болезнь Шагаса можно предотвратить, избегая укусов насекомых с помощью распыления инсектицидов, благоустройства дома, постельных сеток, гигиенического питания, медицинского обслуживания, лабораторных методов и тестирования. Это можно лечить с помощью лекарств, хотя они могут иметь серьёзные побочные эффекты. Его можно диагностировать с помощью серологического теста, хотя этот тест не очень точен.

### Денге и чикунгунья
Ежегодно происходит 50-100 миллионов случаев заражения вирусом денге. Лихорадка денге обычно не приводит к летальному исходу, но заражение одним из четырёх серотипов может увеличить последующую восприимчивость к другим серотипам, что приводит к потенциально смертельному заболеванию, называемому тяжелой формой денге. Лихорадка денге вызывается флавивирусом и распространяется в основном при укусе комара Aedes aegypti. Никакого лечения ни от денге, ни от тяжелой формы денге, кроме паллиативной помощи, не существует. Симптомами являются высокая температура и гриппоподобные симптомы. Встречается в Азии, Латинской Америке и Северной Австралии.
Чикунгунья — арбовирусное заболевание, передающееся комарами A. albopictus и A. aegypti. Вирус был впервые выделен во время вспышки в Танзании в 1952 году. Вирус Чикунгуньи относится к роду Alphavirus и семейству Togaviridae.Слово чикунгунья происходит от маконде, что означает «то, что сгибается», и это относится к воздействию изнурительной боли в суставах на пациента. Симптомы, обычно появляющиеся через 5-7 дней после заражения, можно спутать с лихорадкой денге и включать лихорадку, сыпь, головную боль, боли в суставах и отеки. Заболевание в основном встречается в Африке и Азии.

### Дракункулез

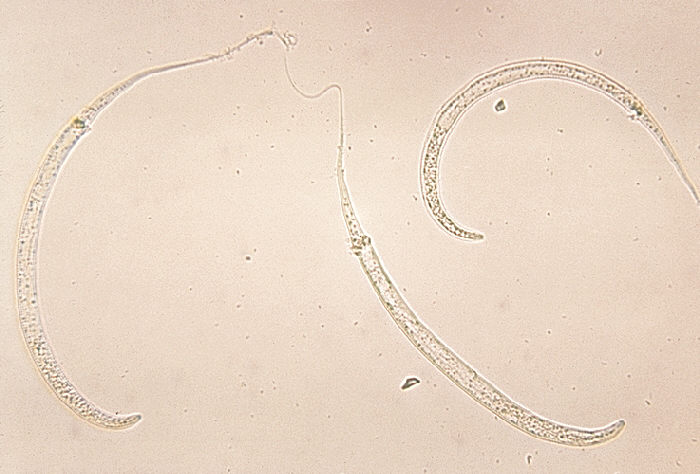
Личинки Dracunculus medinensis

Дракункулез также известен как болезнь морских свинок. В 2019 году в четырёх странах было зарегистрировано 53 случая заболевания., значительное снижение по сравнению с 3 500 000 случаев в 1986 году. Это не смертельно, но может привести к месяцам бездействия. Это вызвано питьевой водой, загрязненной водяными блохами, зараженными личинками морских свинок. Примерно через год после заражения образуется болезненный волдырь и появляется один или несколько червей. Черви могут достигать 1 м в длину. Обычно его лечат добровольцы Всемирной организации здравоохранения, которые очищают и перевязывают раны, вызванные червями, и ежедневно возвращаются, чтобы вытащить червя ещё на несколько дюймов. Дракункулез можно предотвратить с помощью фильтрации воды, немедленного выявления случаев заболевания для предотвращения распространения болезни, санитарного просвещения и обработки прудов ларвицидом. Программа ликвидации смогла снизить распространенность заболевания. По состоянию на 2014 год четырьмя эндемичными странами являются Чад, Эфиопия, Мали и Южный Судан.

### Эхинококкоз

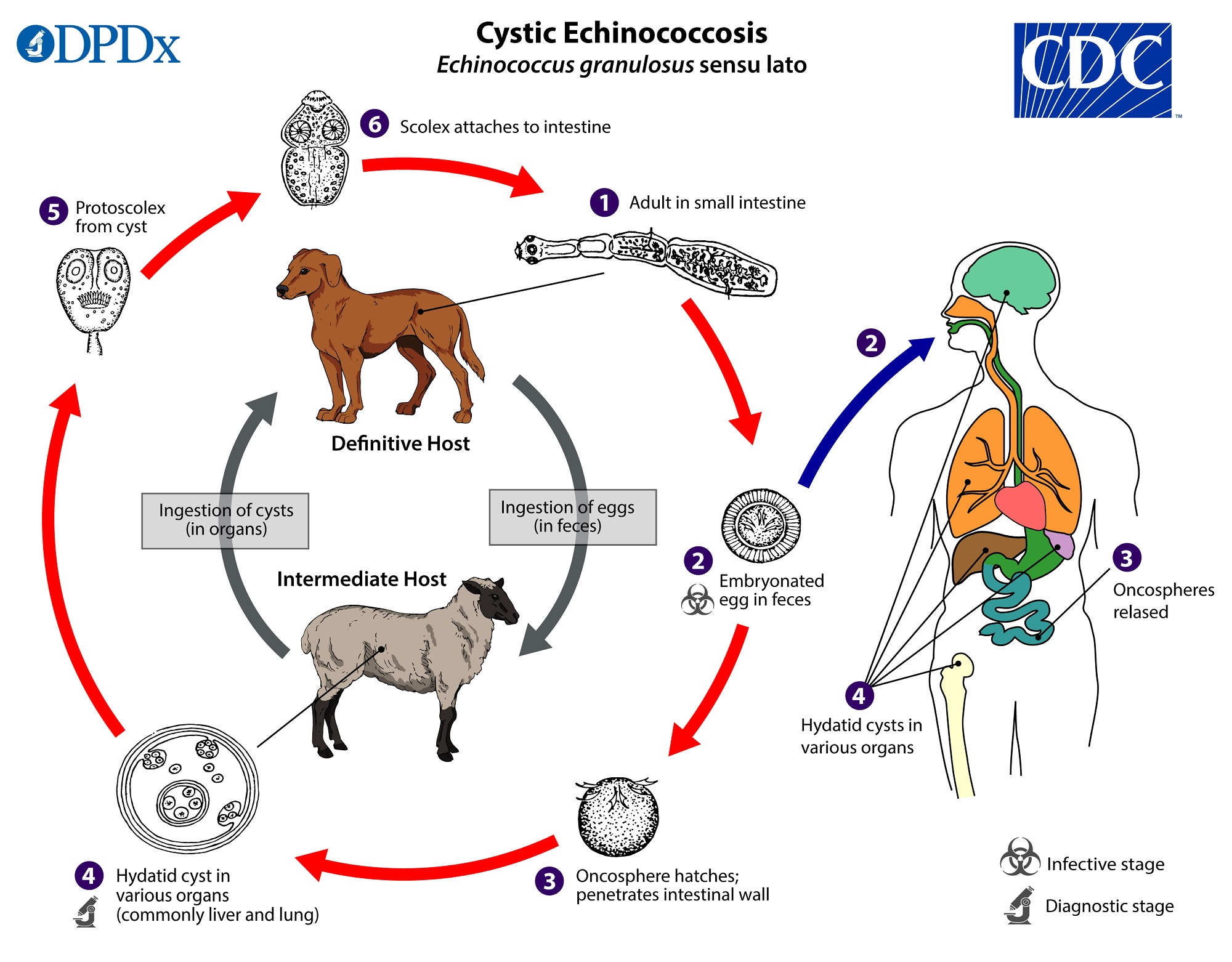
Жизненный цикл эхинококка

Уровень заболеваемости эхинококкозом выше в сельской местности, и в настоящее время инфицировано более миллиона человек. Нелеченный альвеолярный эхинококкоз приводит к летальному исходу. Вызывается попаданием паразитов в экскременты животных. Существует две версии заболевания: кистозная и альвеолярная. Обе версии предполагают бессимптомный инкубационный период в несколько лет. В кистозной версии кисты печени вызывают боль в животе, тошноту и рвоту, в то время как кисты в легких вызывают хронический кашель, боль в груди и одышку. При альвеолярном эхинококкозе развивается первичная киста, обычно в печени, в дополнение к потере веса, болям в животе, общему плохому самочувствию и признакам печеночной недостаточности.
Для лечения эхинококкоза можно использовать как хирургию, так и лекарства. Это можно предотвратить путем дегельминтизации собак, санитарии, надлежащей утилизации фекалий животных, санитарного просвещения и вакцинации скота. Кистозный эхинококкоз встречается в восточной части Средиземноморского региона, Северной Африке, южной и Восточной Европе, южной части Южной Америки и Центральной Азии. Альвеолярный эхинококкоз встречается в западном и северном Китае, России, Европе и северной части Северной Америки. Его можно диагностировать с помощью методов визуализации и серологических тестов.

### Фрамбезия

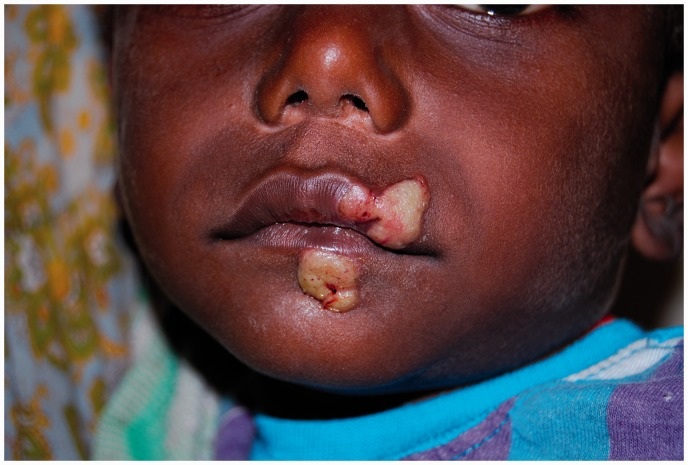
Ребёнок, страдающий фрамбезией

Имеются ограниченные данные о распространенности фрамбезии, хотя в первую очередь она поражает детей. Риск смертности очень низок, но болезнь вызывает увечья и инвалидность, если её не лечить. Наиболее распространенным симптомом являются поражения кожи. Это хроническая бактериальная инфекция, передающаяся при контакте с кожей и вызываемая бактерией-спирохетой Treponema pallidum pertenue. Они лечатся антибиотиками и могут быть предотвращены путем улучшения гигиены и санитарии. Фрамбезия наиболее распространена в теплых, влажных тропических регионах Северной и Южной Америки, Африки, Азии и Тихого океана.

### Пищевые трематодиозы

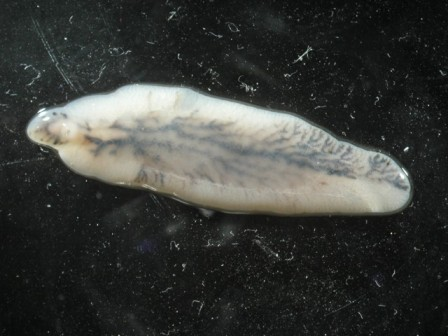
Fasciola hepatica

Пищевые инфекции, вызванные трематодами, включают клонорхоз, описторхоз, фасциолез и парагонимиаз. Все эти инфекции являются зоонозными, поражая в первую очередь домашних или диких животных, но также могут передаваться людям. Они приобретаются при употреблении пищи, такой как сырая рыба, зараженная личиночными стадиями паразитов. Считается, что по меньшей мере 40 миллионов человек инфицированы.

### Африканский трипаносомоз человека

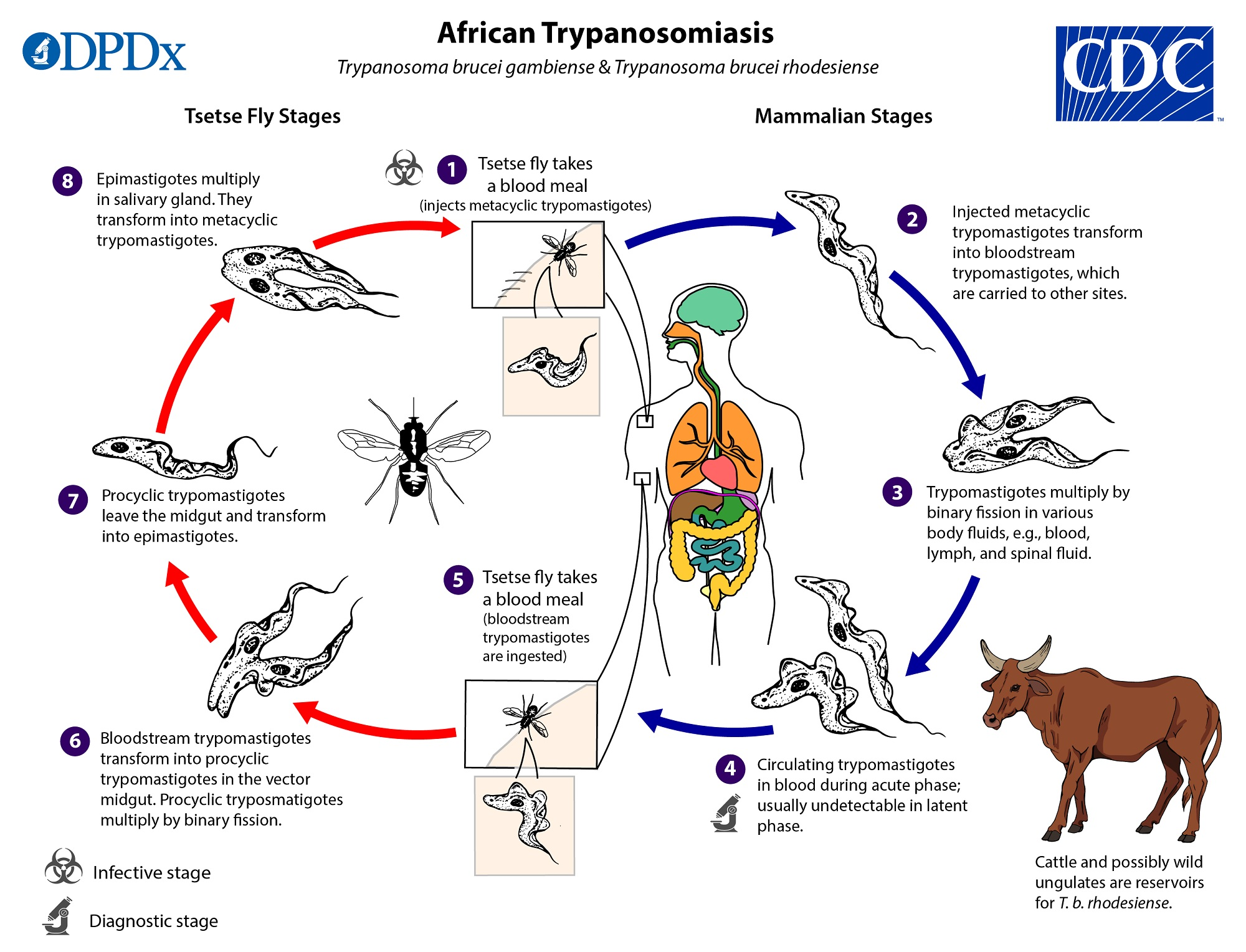
Жизненный цикл африканского трипаносомоза

Африканский трипаносомоз (африканская сонная болезнь) является довольно редким протозойным заболеванием, поскольку в настоящее время зарегистрировано менее 10 000 случаев заболевания. Африканский трипаносомоз человека является трансмиссивным и распространяется через укус мухи Цеце. Наиболее распространенными симптомами являются лихорадка, головная боль, лимфаденопатия, ночной режим сна, изменения личности, снижение когнитивных способностей и кома. Болезнь всегда смертельна, если её не лечить. Современные формы лечения высокотоксичны и неэффективны, поскольку устойчивость распространяется. Диагностируется с помощью недорогого серологического теста.

### Лейшманиоз

Жизненный цикл лейшманиоза

Три формы лейшманиоза, протозойного заболевания, являются висцеральными (Кала-азар), кожными и слизисто-кожными.По оценкам, инфицировано 12 миллионов человек. При отсутствии лечения он приводит к летальному исходу, и ежегодно от висцерального лейшманиоза происходит 20 000 смертей. Это трансмиссивное заболевание, вызываемое укусами москитов. По меньшей мере 90 процентов случаев висцерального лейшманиоза встречается в Бангладеш, Бразилии, Эфиопии, Индии, Южном Судане и Судане. Кожный лейшманиоз встречается в Афганистане, Алжире, Бразилии, Колумбии, Иране, Пакистане, Перу, Саудовской Аравии и Сирии. Около 90 процентов случаев кожно-слизистого лейшманиоза встречается в Боливии, Бразилии и Перу.
Единственным методом профилактики является вакцина, которая находится в стадии разработки и предотвращения укусов москитов. Диагноз может быть поставлен путем выявления клинических признаков, серологических тестов или паразитологических тестов. Лейшманиоз можно лечить с помощью дорогостоящих лекарств.

### Проказа

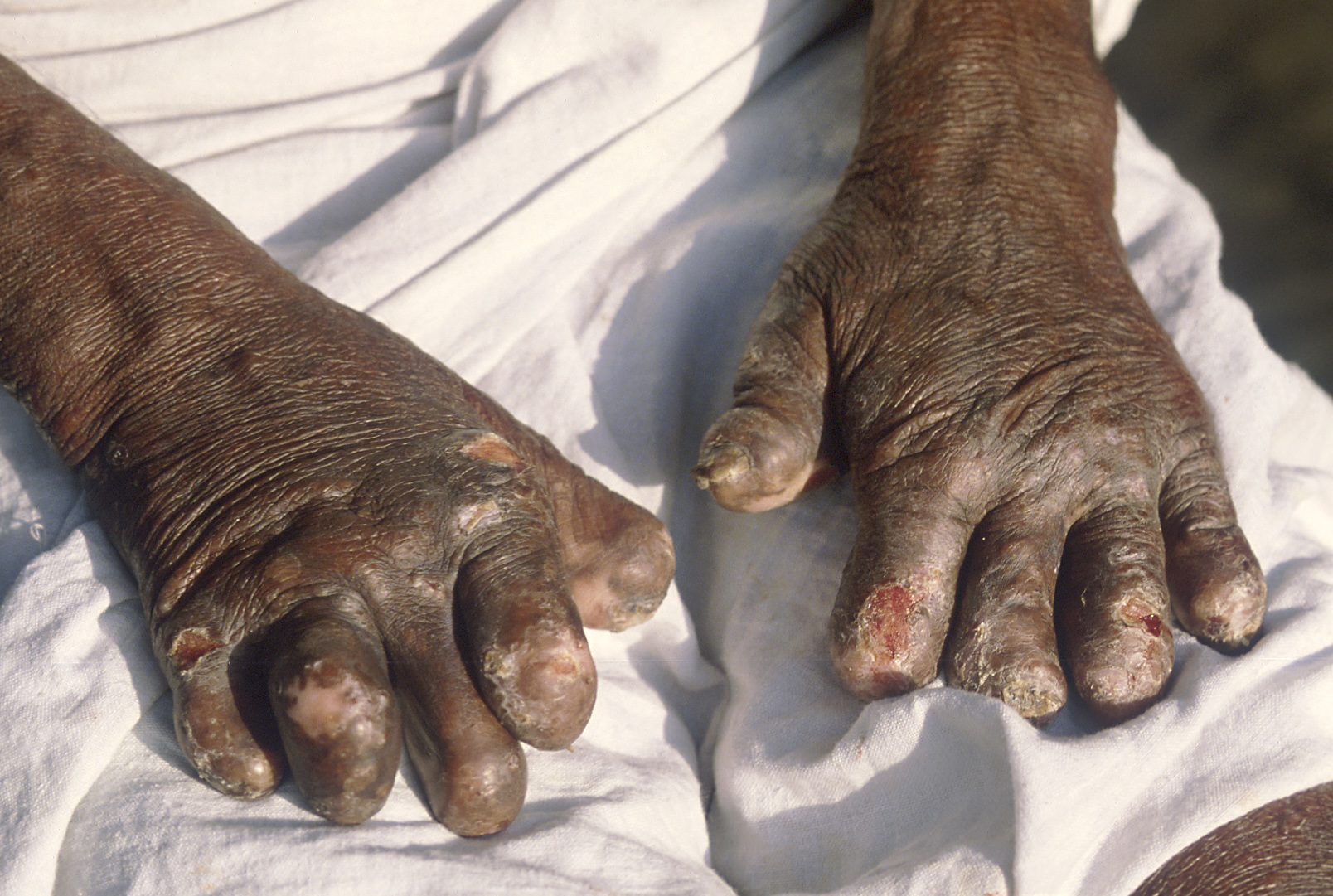
Руки, изуродованные проказой

Согласно последним данным ВОЗ, в 2018 году в 127 странах было зарегистрировано 208 619 новых случаев заболевания проказой. Наиболее распространен в Индии (69 % случаев), Бразилии, Индонезии, Нигерии, Демократической Республике Конго, Мадагаскаре и Восточной Африке, от Мозамбика до Эфиопии, с самой высокой относительной заболеваемостью в Индии, Бразилии и Непале. В настоящее время от одного до двух миллионов человек являются инвалидами или изуродованы из-за прошлой или настоящей проказы. Вызывается бактериями и передается воздушно-капельным путем изо рта и носа инфицированных людей. Проказа вызывает увечья и физические недостатки, если её не лечить. Болезнь излечима, если лечить на ранней стадии. Лечение требует множественной лекарственной терапии. Вакцина БЦЖ оказывает некоторое профилактическое действие против проказы. Инкубационный период проказы составляет 5-20 лет, и симптомами являются повреждения кожи, нервов, глаз и конечностей.

### Лимфатический филяриатоз

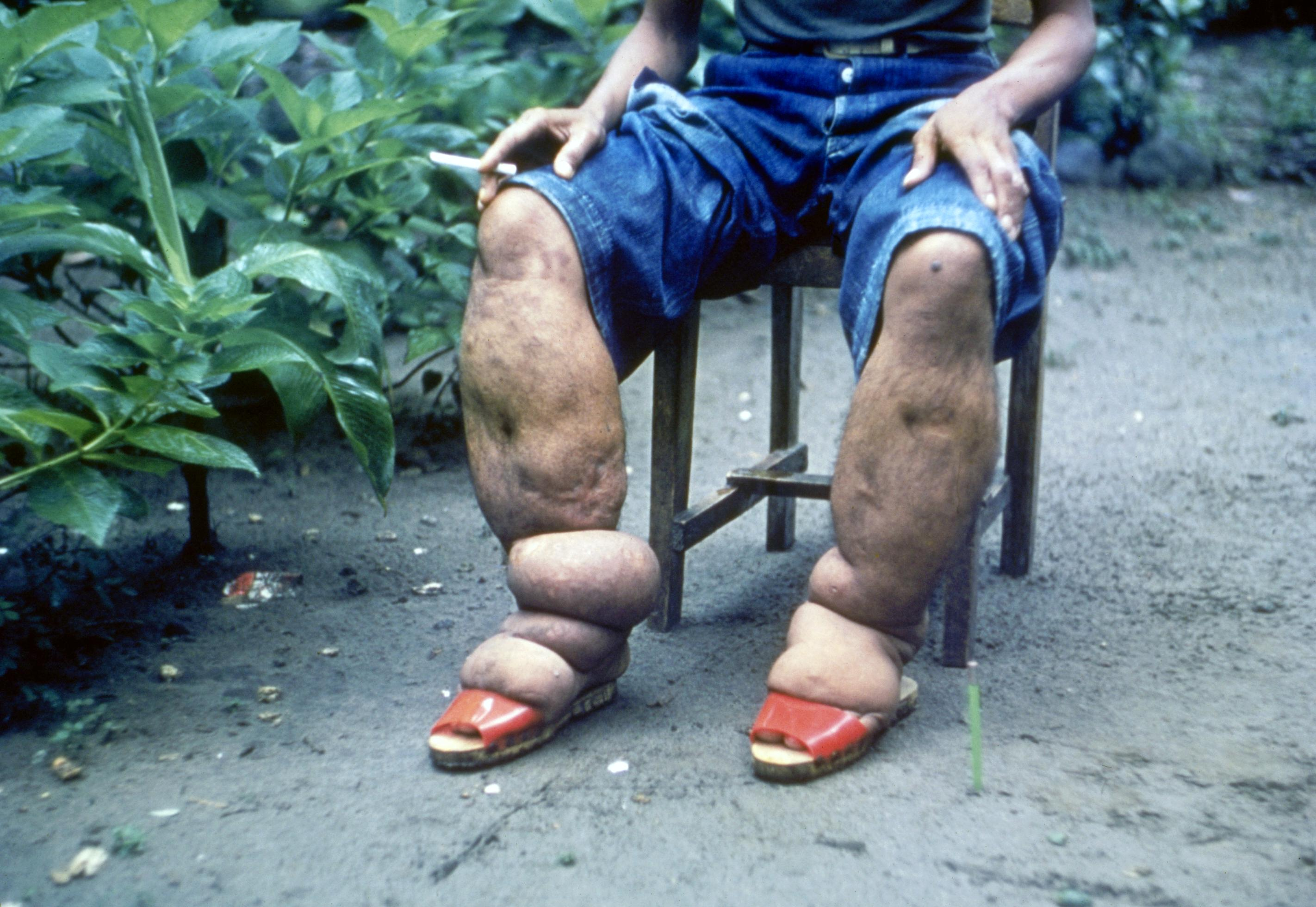
Слоновья болезнь

Лимфатический филяриатоз также известен как слоновость. В мире насчитывается около 120 миллионов инфицированных и 40 миллионов с уродствами. Примерно две трети случаев заболевания приходится на Юго-Западную Азию и одна треть — на Африку. Лимфатический филяриатоз редко приводит к летальному исходу. Лимфатический филяриатоз имеет пожизненные последствия, такие как лимфатический отек конечностей, заболевания половых органов и болезненные повторяющиеся приступы. У большинства людей они протекают бессимптомно, но имеют лимфатические повреждения. До 40 процентов инфицированных людей страдают поражением почек. Это трансмиссивное заболевание, вызываемое червями-нематодами, которые передаются комарами.
Его можно лечить с помощью экономически эффективных противоглистных средств, а мытье кожи может замедлить или даже обратить вспять повреждение. Диагноз ставится с помощью анализа крови при уколе пальца.

### Онхоцеркоз

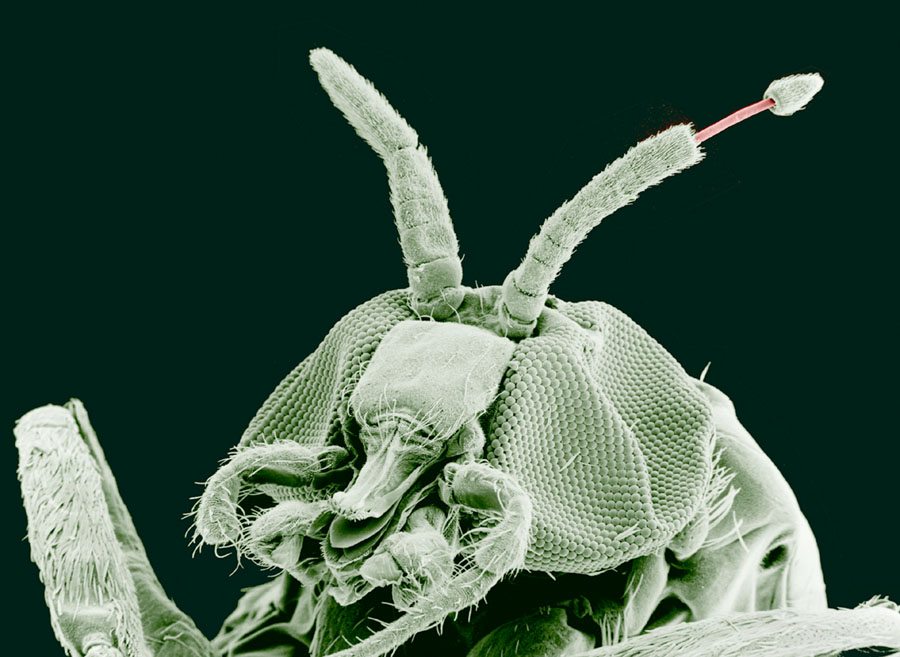
Onchocerca volvulus, вылезающая из чёрной мухи

Онхоцеркоз также известен как «речная слепота». Инфицировано 20,9 миллиона человек, и распространенность выше в сельской местности. Более 99 процентов случаев заболевания приходится на страны Африки к югу от Сахары.Вызывает слепоту, кожную сыпь, поражения, сильный зуд и депигментацию кожи. Это трансмиссивное заболевание, вызываемое зараженными филяриями черными мухами.
Его можно лечить с помощью ивермектина. Заболевание можно предотвратить путем распыления инсектицидов или профилактического дозирования ивермектина. Симптомами, как правило, являются зуд и поражения кожи.

### Бешенство

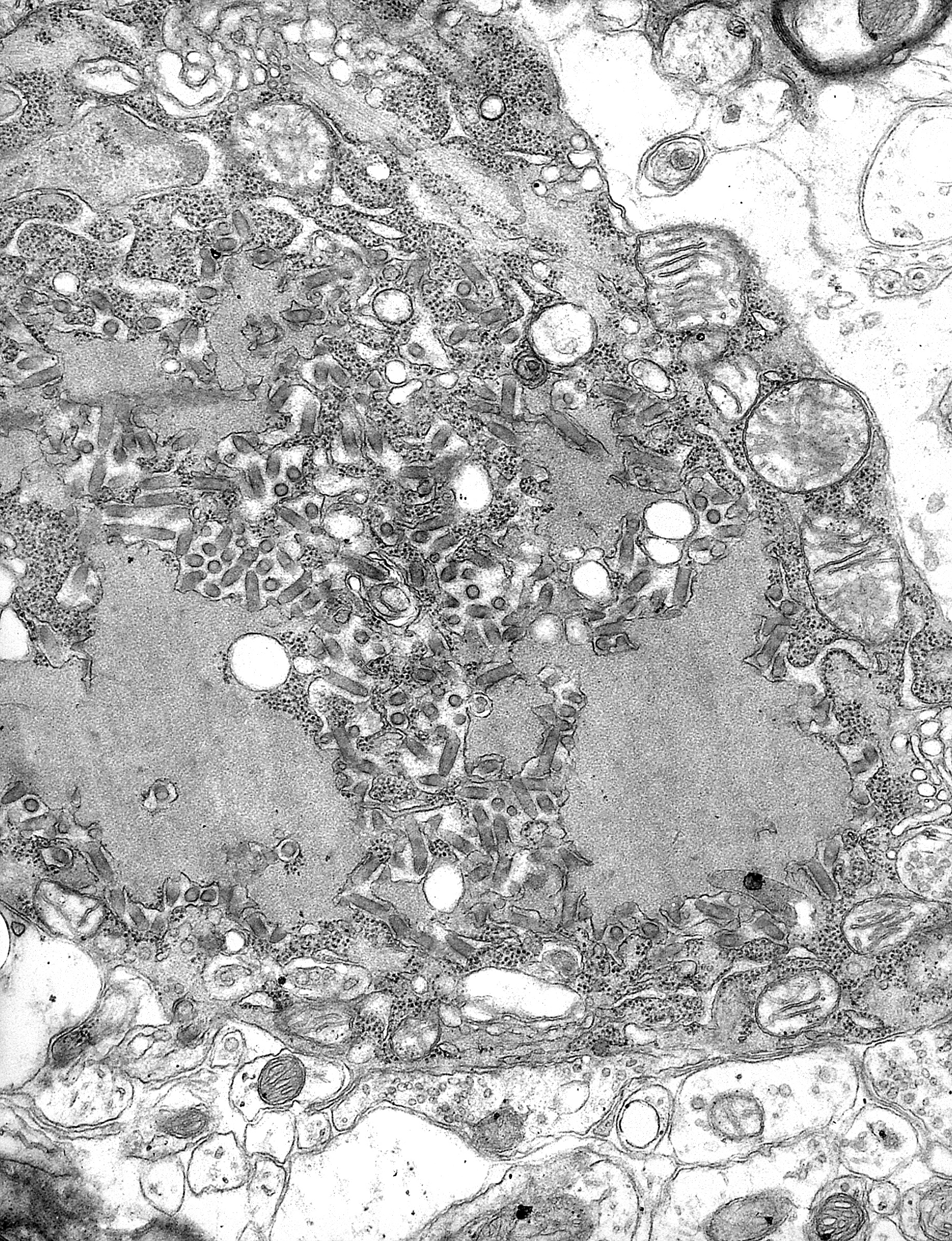
Вирус бешенства

Существует две формы бешенства: бешеное и паралитическое. Ежегодно от бешенства умирает 60 000 человек. В основном встречается в Азии и Африке. Более высокая распространенность в сельской местности, и она непропорционально сильно затрагивает детей. Бешенство приводит к летальному исходу после появления симптомов. Вызывается лиссавирусом, передающимся через раны или укусы инфицированных животных. Первыми симптомами являются лихорадка и боль вблизи места заражения, которые возникают после инкубационного периода от одного до трех месяцев. Бешенство (более распространенный тип) вызывает гиперактивность, гидрофобию, аэрофобию, а смерть от сердечно-дыхательной недостаточности наступает в течение нескольких дней. Паралитическое бешенство вызывает медленное прогрессирование от паралича до комы и смерти.
Его можно предотвратить у собак с помощью вакцинации, а также очистки и дезинфекции ран от укусов (постконтактная профилактика). Бешенство невозможно диагностировать до появления симптомов. Его можно обнаружить с помощью анализа тканей после появления симптомов.

### Шистосомоз

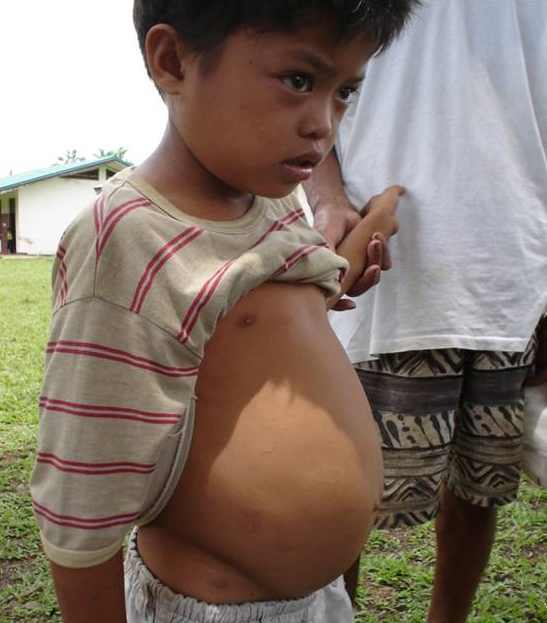
11-летний филиппинский мальчик с асцитом, вызванным шистосомозом

Существует более 200 миллионов случаев заболевания шистосомозом. Примерно 85 процентов случаев заболевания приходится на страны Африки к югу от Сахары. Это заболевание может привести к летальному исходу, вызвав рак мочевого пузыря и кровотечение. Виды Schistosoma имеют сложный жизненный цикл, который чередуется между людьми и пресноводными улитками. Заражение происходит при контакте кожи с загрязненной пресной водой, в которой живут улитки, переносящие паразита. Симптомы шистосомоза вызываются не червями, а реакцией организма на яйца. Яйца, которые не выводятся из организма, могут застрять в кишечнике или мочевом пузыре, вызывая воспаление или образование рубцов. У детей, которые неоднократно заражались, могут развиться анемия, недоедание и трудности с обучением. Симптомами обычно являются гематурия, непроходимость мочевого пузыря, почечная недостаточность, рак мочевого пузыря, перипортальный фиброз, фиброз мочевого пузыря, фиброз печени, портальная гипертензия, поражения шейки матки, асцит и варикозное расширение вен пищевода.
Недорогой празиквантел может использоваться для лечения людей с шистосомозом, но не может предотвратить повторное заражение. Стоимость профилактики составляет 0,32 доллара США на ребёнка в год. Массовая дегельминтизация празиквантелом, улучшение доступа к безопасной воде, санитарии, санитарное просвещение — все это может быть использовано для профилактики шистосомоза. Вакцины находятся в стадии разработки. Его можно диагностировать с помощью серологического теста, но он часто дает ложноотрицательные результаты.

### Гельминтозы, передающиеся через почву

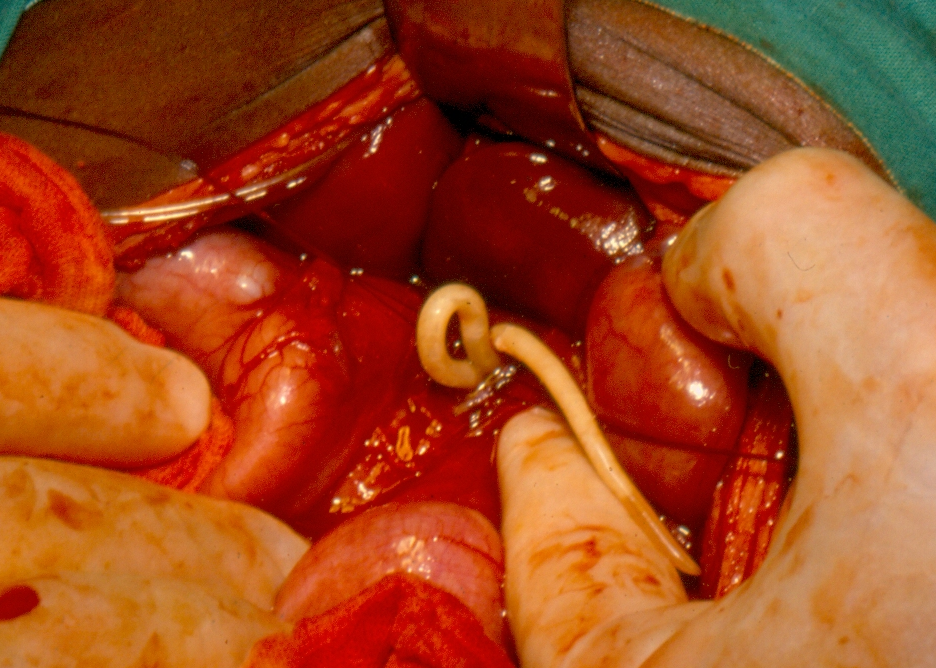
Взрослые черви аскариды удаляются из желчного протока пациента в Южной Африке

Гельминтоз, передающийся через почву, является наиболее распространенным забытым тропическим заболеванием.Три основных вида червей, ответственных за гельминтозы, передаваемые через почву, — это Ascaris (круглые черви), Trichuris (власоглав), анкилостомы Necator americanus и Ancylostoma duodenale, а также Strongyloides stercoralis. В настоящее время инфицировано 1,5 миллиарда человек. Геминтоз, передаваемый через почву, встречается в странах Африки к югу от Сахары, Северной и Южной Америке, Китае и Восточной Азии. Риск смертности очень низок .Наиболее распространенными симптомами являются анемия, задержка роста, проблемы с кишечником, недостаток энергии и нарушение физического и когнитивного развития. Инфицированные дети часто отстают в учёбе. Тяжесть симптомов зависит от количества червей в организме.
Паразитические черви обычно передаются через зараженные человеческие фекалии и почву, которые распространяются в окружающей среде, например, из-за открытой дефекации. Наиболее распространенным методом лечения является медикаментозное лечение. Его можно предотвратить с помощью гигиенически приготовленной пищи и чистой воды, улучшенных санитарных условий, периодической дегельминтизации и санитарного просвещения. Всемирная организация здравоохранения рекомендует массовую дегельминтизацию без предварительной диагностики.

### Тениоз/цистицеркоз
Цистицеркоз — это инфекция, вызываемая личинками ленточных червей, в то время как тениоз — это инфекция, вызываемая взрослыми ленточными червями. Оба вида встречаются в Азии, Африке и Латинской Америке, особенно на фермах, где свиньи подвергаются воздействию человеческих экскрементов.
Цистицеркоз является наиболее распространенной предотвратимой причиной эпилепсии в развивающихся странах. Цистицеркоз возникает после приема зараженной пищи, воды или почвы. Кисты и поражения могут вызывать головные боли, слепоту, судороги, гидроцефалию, менингит и слабоумие. Нейроцистоцеркоз, или паразитарная инфекция нервной системы, может привести к летальному исходу. Тениоз не является смертельным. Обычно заражаются после употребления в пищу недоваренной зараженной свинины. Тениоз характеризуется легкими симптомами, включая боль в животе, тошноту, диарею или запор.
Для лечения обоих заболеваний используются лекарственные препараты. Инфекцию можно предотвратить с помощью более строгих стандартов контроля мяса, содержания скота, улучшения гигиены и санитарии, санитарного просвещения, безопасного приготовления мяса, а также выявления и лечения людей и свиней-носителей.

### Трахома
В мире 21,4 миллиона человек инфицированы трахомой, из которых 2,2 миллиона частично слепы и 1,2 миллиона слепы. Встречается в Африке, Азии, Центральной и Южной Америке, на Ближнем Востоке и в Австралии. Болезнь непропорционально поражает женщин и детей. Риск смертности очень низок, хотя множественные повторные инфекции в конечном итоге приводят к слепоте. Симптомами являются внутренние рубцы на веках, за которыми следует поворот век внутрь. Трахома вызывается микроорганизмом, который распространяется через выделения из глаз (на руках, ткани и т. Д.) И «мухами, ищущими глаз».
Лечится антибиотиками. Единственным известным методом профилактики является межличностная гигиена.

### Чесотка

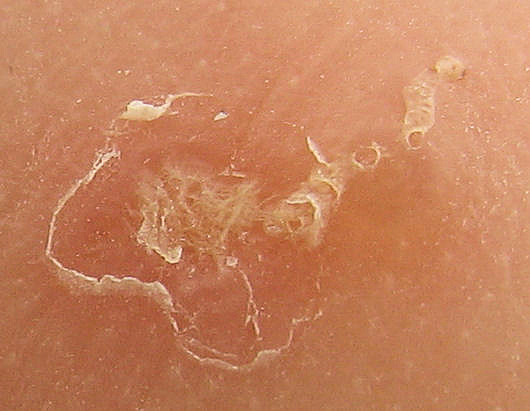
Увеличенный вид роющего следа чесоточного клеща. Чешуйчатое пятно слева было вызвано царапинами и отмечает точку проникновения клеща в кожу. Клещ зарылся в правом верхнем углу, где его можно увидеть в виде темного пятна на конце.

Чесотка (также известная как семилетний зуд) — это инфекционное поражение кожи клещом Sarcoptes scabiei.Наиболее распространенными симптомами являются сильный зуд и сыпь, похожая на прыщи. Иногда на коже могут появляться крошечные бороздки. При первой в истории инфекции у инфицированного человека обычно развиваются симптомы в течение двух-шести недель. При повторном заражении симптомы могут проявиться в течение 24 часов. Эти симптомы могут присутствовать на большей части тела или только в определённых областях, таких как запястья, между пальцами или вдоль талии. Может поражаться голова, но обычно это происходит только у маленьких детей. Зуд часто усиливается по ночам. Расчесывание может вызвать разрушение кожи и дополнительную бактериальную инфекцию в коже.

### Укус змеи

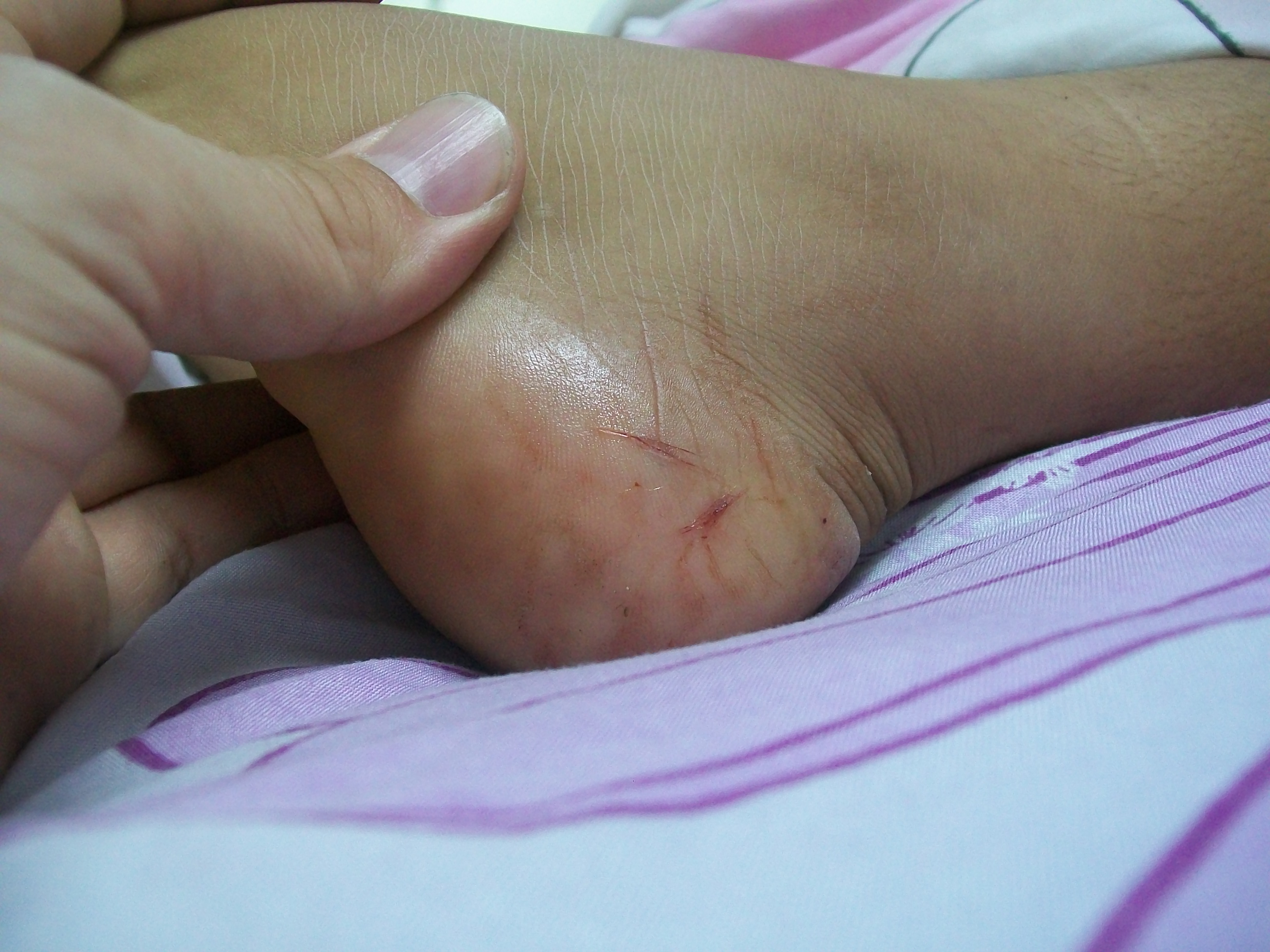
Укус гремучей змеи на ноге 9-летней девочки в Венесуэле

Укус змеи был добавлен в список в 2017 году, после нескольких лет критики ВОЗ со стороны активистов за то, что они не сделали это приоритетом. Наибольшее бремя заболеваемости от укусов змей приходится на Индию и Юго-Восточную Азию. По оценкам, во всем мире ежегодно происходит 421 000 отравлений (примерно 1 из 4 укусов змей) и 20 000 смертей, но об укусах змей часто не сообщается.
Укус змеи — это травма, вызванная укусом змеи, особенно ядовитой змеи. Распространенным признаком укуса ядовитой змеи является наличие двух колотых ран от клыков животного. Иногда при укусе может произойти впрыскивание яда. Это может привести к покраснению, отеку и сильной боли в этой области, появление которых может занять до часа. Возможны рвота, ухудшение зрения, покалывание в конечностях и потливость. Большинство укусов приходится на кисти, руки или ноги. Страх после укуса часто сопровождается такими симптомами, как учащенное сердцебиение и чувство слабости. Яд может вызвать кровотечение, почечную недостаточность, тяжелую аллергическую реакцию, отмирание тканей вокруг укуса или проблемы с дыханием. Укусы могут привести к потере конечности или другим хроническим проблемам или даже смерти.